# Joaquin Phoenix
Joaquin Rafael Phoenix (született: Bottom, San Juan, Puerto Rico, 1974. október 28. –) Oscar-, kétszeres Golden Globe- és BAFTA-díjas, Puerto Ricó-i származású amerikai színész, producer és környezetvédő.
Pályafutását televíziós sorozatokban kezdte bátyjával, Riverrel és húgával, Summerrel. Első jelentősebb szerepét az 1986-os Űrtábor című filmben kapta. Ebben az időszakban Leaf Phoenix néven színészkedett. Később visszatért születési nevéhez, és több pozitív visszajelzést kapott a kritikusoktól a Majd' megdöglik érte és a Sade márki játékai című filmekben nyújtott alakításáért. Szélesebb körben a 2000-es Gladiátorban nyújtott teljesítményéért lett ismert, miután Commodus császár megformálásáért Oscar-díjra jelölték a legjobb férfi mellékszereplő kategóriában. A Filmművészeti és Filmtudományi Akadémia legjobb főszereplő kategóriában még kétszer jelölte a legrangosabb elismerésre, Johnny Cash megformálásáért A nyughatatlanban (2005) és a The Master című 2012-es filmbéli alakításáért, amikor is Freddie Quellt, az alkoholista háborús veteránt formálta meg. Negyedik jelölését a 2019-es Joker című film címszerepéért kapta, és ez a szerep meghozta számára az első Oscar-díjat is. Ezeken az alkotásokon kívül több más filmben nyújtott emlékezetes alakítást, így a Jelekben, a Hotel Ruandában és A nő című romantikus filmdrámában. A 2017-ben bemutatott Sosem voltál itt című filmben nyújtott alakításáért a cannes-i filmfesztivál legjobb férfi alakításáért járó díját vehette át.
Phoenix a színészet mellett a zene világában is kipróbálta magát, több klipet rendezett, emellett pedig producerként is dolgozott. A nyughatatlan zenéjéért Grammy-díjat kapott. Társadalmi aktivista, számos jótékonysági és humanitárius szervezetnek nyújtott támogatást. A The Lunchbox Fund nonprofit cég igazgatótanácsának tagja. A vállalat napi étkezést biztosít a dél-afrikai Soweto település iskoláinak. Állatjogi aktivista, hároméves kora óta vegán. Többször részt vállalt a PETA és az In Defense of Animals nevű szervezetek kampányaiban.

## Gyermekkora
Joaquin Phoenix Joaquin Rafael Bottom néven született 1974. október 28-án, a Puerto Ricó-i San Juan városában. Ő a család öt gyermekéből a harmadik, két idősebb testvére River (1970–1993) és Rain (1972-ben született), a fiatalabbak pedig Liberty (1976-ban született) és a Summer (1978-ban született). Mind az öten színészek, ezenkívül van egy féltestvére, Jodean, aki 1964-ben született apja korábbi kapcsolatából.
Apja, John Lee Bottom eredetileg Kaliforniából származik, de felmenői közt találhatóak angol, német és francia származásúak is. Anyja, Arlyn New Yorkban született, szülei askenázi zsidók, akik Oroszországból és Magyarországról származtak. Arlyn Kaliforniába költözött és ott találkozott John Lee Bottommal. 1969-ben házasodtak össze, évekkel később pedig csatlakoztak egy vallási felekezethez, az Isten gyermekeihez és Dél-Amerikába költöztek. Joaquin hároméves volt, amikor szülei visszatértek az Amerikai Egyesült Államokba. A család ekkor vette fel a Phoenix vezetéknevet, ami a Főnixre való utalás. Ez idő alatt Joaquin elkezdte „Levélnek” („Leaf") hívni magát, majd hivatalosan is felvette a Leaf Phoenix nevet, amit tizenöt éves koráig használt.

## Pályafutása

### A film világában
Joaquin bátyjával, Riverrel szerepelt a televízióban előbb a Seven Brides for Seven Brothers (1982), majd az ABC Afterschool Specials (1984) című sorozat egy-egy epizódjában. Utóbbiért mindkettőjüket a fiatal színészeknek járó Young Artist Awardra jelölték. Filmvásznon az Űrtábor (1986) című tudományos-fantasztikus kalandfilmben debütált. Egy évvel később már főszerepet kapott a Russkies című drámában, melyben húga, Summer is játszott. A sikeres rendező, Ron Howard Vásott szülők (1989) című vígjátékában olyan partnerei voltak, mint Steve Martin, Dianne Wiest, Mary Steenburgen, Jason Robards, Rick Moranis, Tom Hulce és Keanu Reeves. Alakításának kedvező volt a visszhangja, mégis úgy döntött, hogy egy időre felhagy a színészkedéssel. Ennek egyik oka az volt, hogy nem találta túl érdekesnek a számára kínálkozó szereplehetőségeket, másik pedig az, hogy szülei elváltak. Joaquin az apjával tartott, és együtt beutazták Mexikót és Dél-Amerikát. A fiatal színész egy tragédia nyomán került az érdeklődés középpontjába: 1993. október 31-én bátyja, River Phoenix összeesett és meghalt a felkapott hollywoodi night-club, a Viper Room előtt. (A klub Johnny Depp tulajdona.) Halálát kábítószer-túladagolás okozta. Joaquin azon az estén bátyja társaságában volt. Kétségbeesett segélykérő telefonhívását a 911-es szám másik végén rögzítették. A felvételt a szenzációhajhász média többször is leadta. A megtört Joaquin egy évre ismét eltűnt a nyilvánosság elől, és csak barátai biztatására tért vissza a filmvilágba.
A visszatérést Gus Van Sant maró szatírája, a Majd' megdöglik érte (1995) jelentette, amelynek főszereplője egy ambiciózus és gátlástalan szépség (Nicole Kidman), aki mindenáron be akar kerülni a média világába. Mivel ennek legfőbb akadálya jóképű férje (Matt Dillon), az asszony nem riad vissza attól sem, hogy egy tizenéves hódolójával (Joaquin Phoenix) megölesse a férjét. A filmet és Phoenix alakítását kedvezően fogadta a közönség és a kritikusok. A fiatalembernek ezután Oliver Stone ajánlott szerepet a Halálkanyar (1997) című drámájában, Sean Penn, Nick Nolte, Jennifer Lopez, Powers Boothe, Claire Danes, Billy Bob Thornton és Jon Voight partnereként. Romantikus húrokat pengetett a Három a nagylány (1997) című film. Joaquin egyik partnernője, Liv Tyler a valóságban is megdobogtatta a fiú szívét, s mivel a vonzalom kölcsönös volt, a pár összeköltözött. Három évig maradtak együtt. Ezalatt Phoenix játszott a Visszatérés a Paradicsomba (1998) című drámában, amely három New York-i jó barát malajziai nyaralásának következményeit mutatja be, illetve az Agyaggalamb (1998) című bűnügyi filmben, amelyben egy gyilkosság gyanúsítottját formálta meg. Dráma és krimi egyvelege Joel Schumacher 8 mm (1998) című alkotása, melyben a Nicolas Cage megformálta magánnyomozó egy eltűnt tinilány keresése során a pornóipar legsötétebb bugyraiba jut el. Segítőtársát, Max Californiát Joaquin Phoenix alakította, ám a filmnek végül nagyobb volt a füstje, mint a lángja, és mind a kritikusok, mind a közönség viszonylag tartózkodóan fogadta. Annál nagyobb siker volt viszont Ridley Scott monumentális szuperprodukciója, a Gladiátor (2000), melyben az elvetemült Commodust játszotta, aki apja, Marcus Aurelius (Richard Harris) megölése árán jut a trónra. A Russell Crowe által játszott főhős azonban bosszút akar állni rajta felesége és kisfia megöletéséért. Mindkét színészt Oscar-díjra jelölték az alakításáért, s bár a díjat csak Crowe kapta meg, a Gladiátor Phoenixet is a hollywoodi sztárok élvonalába emelte.
James Gray A bűn állomásai (2000) című bűnügyi drámájában Phoenix Willie Gutierrezt alakította, aki nyakig benne van a bűn világában, amelybe barátját, a börtönből szabadult Leót (Mark Wahlberg) is újra bele szeretné rángatni. Kettőjük mindinkább elmélyülő ellentétei végül egy szomorú tragédiában csúcsosodnak ki. A film további szerepeit olyan színészek játszották, mint Charlize Theron, James Caan, Ellen Burstyn, Faye Dunaway és Tomás Milián. A szadizmus névadója, a híres-hírhedt francia De Sade márki életének utolsó éveiről szól a Sade márki játékai (2000) című dráma, Philip Kaufman rendezése. A márkit Geoffrey Rush keltette életre. Phoenix alakította a charentoni elmegyógyintézet idealista igazgatóját, aki eleinte támogatja, hogy a márki folytassa irodalmi munkásságát. A további fontosabb szerepeket Michael Caine, Kate Winslet és Billie Whitelaw játszották. Joaquin a divatos rendező, M. Night Shyamalan két egymást követő filmjében is szerepet kapott. A Jelek (2002) főszerepét Mel Gibson alakította, aki volt baseballjátékos öccsével (Phoenix) és gyermekeivel veszi fel a küzdelmet a földönkívüliek ellen. A faluban (2004) Joaquin egy olyan figurát játszott, akinek minden vágya, hogy felfedezze az ismeretlent, és kilépjen a falu szűkös határai közül, noha ettől az idősebbek óva intik. Vajon mi lehet ennek az oka, miféle titokzatos erő létezik a falun túl? Bár ezt a szerepet Shyamalan kifejezetten Phoenixnek írta, a színész számára 2004 egy másik szerep miatt különösen emlékezetes. A nyughatatlan (2004) című filmben ő formálta meg a countryzene nagy csillagát, a fiatal Johnny Casht, és annyira azonosult a szereppel, hogy még a dalokat is ő maga énekelte lemezre. A bemutató jelentős szakmai és közönségsiker volt: Phoenixet újra Oscarra jelölték, immár a legjobb főszereplőként, ám most is csak a partnere – ezúttal a June Cartert alakító Reese Witherspoon – vehette át az aranyszobrocskát. (A filmben Witherspoon szintén maga énekelte a dalait.) Az 1994-es ruandai népirtás idején játszódik a Hotel Ruanda (2004) című dráma, amely megtörtént események alapján készült. Paul Rusesabagina, a Hotel Ruanda tulajdonosa több ezer ember életét mentette meg azzal, hogy menedéket nyújtott számukra az általa vezetett hotelben. Az éjszaka uraiban (2007) Joaquin ismét olyasvalakit játszott, aki már bekerült a bűn vonzáskörébe, de még van lehetősége arra, hogy kitörjön onnan. De vajon képes lesz-e erre, amikor a másik oldalon tulajdon testvére (Mark Wahlberg) és édesapja (Robert Duvall) – mindketten kőkemény rendőrök – állnak? James Gray filmjének Phoenix volt az egyik producere. Egy tragikus baleset miatti konfliktusokat és válsághelyzeteket ábrázolja a Cserbenhagyás (2007) című dráma, Terry George rendezése. 2008-ban Joaquin ismét – immár harmadszor – James Grayjel forgatott: a Two Lovers című romantikus drámában Gwyneth Paltrow a partnernője. 2008. október 27-én egy televíziós villáminterjúban úgy nyilatkozott, hogy a Two Lovers után visszavonul a filmezéstől, és zenei karrierjének szenteli magát.

## Közéleti tevékenység
Joaquin Phoenix aktívan részt vesz különböző jótékonysági intézmények és humanitárius szervezetek munkájában, mint például az Amnesty International, a The Art Elysium, a HEART vagy a The Peace Alliance. Aktív tagja a The Lunchbox Fund igazgatótanácsának: ez a jótékonysági szervezet dél-afrikai nincstelen iskolás gyerekek étkeztetéséről gondoskodik. Phoenix hároméves kora óta vegetáriánus, felnőttkorában pedig állatvédelmi szervezetek tagjaként kampányol az állatok érdekében. Ekkor már vegán, így még arra sem hajlandó, hogy filmjeiben állati bőrből készült jelmezeket viseljen. Állatvédelmi aktivistaként elvállalta az Earthlings című dokumentumfilm narrátori feladatát. A produkció az állatokkal szembeni kegyetlenkedéseket leplezte le, melyekre például az élelmiszeriparban és kutatások alkalmával kerül sor. A dokumentumfilmben végzett munkájáért 2005-ben a San Diegó-i Filmfesztivál humanitárius díjában részesült. Ugyanebben az évben egy olyan dokumentumfilm megszületésében is közreműködött, mely a holokausztot átélt fiatalok naplói alapján készült.

## Magánélet
Joaquin szülei elváltak, édesanyja újra férjhez ment, ezúttal Jeffrey Weisberghez, a Rendezők Szövetsége igazgatótanácsának tagjához. 2008-ig Phoenix nem nősült meg, románcairól azonban rendszeresen beszámol a média. Kollégái közül Casey Affleck, Matt Damon és Vince Vaughn a legjobb barátai, valamint szoros barátságot ápolt Heath Ledgerrel is, aki éppúgy tragikusan fiatalon hunyt el, mint Joaquin bátyja, River. Casey Affleck nemcsak barátja, hanem sógora is, hiszen a kolléga Joaquin húgát, Summert vette feleségül, akitől két gyermeke született.
Joaquin Phoenix magánéletében olykor akadtak problémák. 2005 áprilisában például önként vetette magát alá rehabilitációs kezelésnek, amelyre túlzott alkoholfogyasztása miatt volt szükség. A következő év januárjában autóbalesetet szenvedett egy kanyargós hegyi úton.
2019-ben eljegyezte Rooney Mara színésznőt. 2020-ban született meg fiuk, aki Phoenix bátyja után a River nevet kapta.

## Filmográfia

### Filmek
| Év   | Magyar cím                        | Eredeti cím                           | Szerep                          | Magyar hang         | Rendező                   |
| ---- | --------------------------------- | ------------------------------------- | ------------------------------- | ------------------- | ------------------------- |
| 1985 | A gyerekek hallgatnak             | Kids Don’t Tell                       | Frankie                         |                     | Sam O’Steen               |
| 1986 | Űrtábor                           | SpaceCamp                             | Max Graham                      | Szvetlov Balázs     | Harry Winer               |
| 1987 |                                   | Russkies                              | Danny                           |                     | Rick Rosenthal            |
| 1989 | Vásott szülők                     | Parenthood                            | Garry Buckman                   | Minárovits Péter    | Ron Howard                |
| 1989 | Vásott szülők                     | Parenthood                            | Garry Buckman                   | Ungvári Gergely     | Ron Howard                |
| 1995 | Majd' megdöglik érte              | To Die For                            | Jimmy Emmett                    | Stohl András        | Gus Van Sant (1.)         |
| 1997 | Három a nagylány                  | Inventing the Abbotts                 | Doug Holt                       | Selmeczi Roland     | Pat O'Connor              |
| 1997 | Halálkanyar                       | U Turn                                | Toby N. Tucker                  | Szokol Péter        | Oliver Stone              |
| 1998 | Visszatérés a Paradicsomba        | Return to Paradise                    | Lewis McBride                   | Csőre Gábor         | Joseph Ruben              |
| 1998 | Agyaggalamb                       | Clay Pigeons                          | Clay Bidwell                    | Gacsal Ádám         | David Dobkin              |
| 1999 | 8mm                               | 8mm                                   | Max California                  | Haás Vander Péter   | Joel Schumacher           |
| 2000 | A bűn állomásai                   | The Yards                             | Willie Gutierrez                | Laklóth Aladár      | James Gray (1.)           |
| 2000 | Gladiátor                         | Gladiator                             | Commodus római császár          | Rátóti Zoltán       | Ridley Scott (1.)         |
| 2000 | Sade márki játékai                | Quills                                | Abbé de Coulmier                | Rába Roland         | Philip Kaufman            |
| 2001 | Buhersereg                        | Buffalo Soldiers                      | Ray Elwood                      | Kaszás Attila       | Gregor Jordan             |
| 2002 | Jelek                             | Signs                                 | Merrill Hess                    | Csőre Gábor         | M. Night Shyamalan (1.)   |
| 2003 | A végső megoldás: szerelem        | It's All About Love                   | John                            | Kálloy Molnár Péter | Thomas Vinterberg         |
| 2003 | Mackótestvér                      | Brother Bear                          | Kenai (hangja)                  | Hevér Gábor         | Aaron Blaise              |
| 2003 | Mackótestvér                      | Brother Bear                          | Kenai (hangja)                  | Hevér Gábor         | Robert Walker             |
| 2004 | A falu                            | The Village                           | Lucius Hunt                     | Fekete Ernő         | M. Night Shyamalan (2.)   |
| 2004 | Hotel Ruanda                      | Hotel Rwanda                          | Jack Daglish                    | Bicskey Lukács      | Terry George (1.)         |
| 2004 | A tűzből nincs kiút               | Ladder 49                             | Jack Morrison                   | Kálloy Molnár Péter | Jay Russell               |
| 2005 | Földlakók (dokumentumfilm)        | Earthlings                            | narrátor (hangja)               |                     | Shaun Monson (1.)         |
| 2005 | A nyughatatlan                    | Walk the Line                         | Johnny Cash                     | László Zsolt        | James Mangold             |
| 2007 | Az éjszaka urai                   | We Own the Night                      | Bobby Green                     | Fekete Ernő         | James Gray (2.)           |
| 2007 | Cserbenhagyás                     | Reservation Road                      | Ethan Learner                   | Fekete Ernő         | Terry George (2.)         |
| 2008 | Két szerető                       | Two Lovers                            | Leonard Kraditor                | Csőre Gábor         | James Gray (3.)           |
| 2010 |                                   | I'm Still Here (áldokumentumfilm)     | önmaga                          |                     | Casey Affleck             |
| 2012 | The Master                        | The Master                            | Freddie Quell                   | Csőre Gábor         | Paul Thomas Anderson (1.) |
| 2013 | Idegen földön                     | The Immigrant                         | Bruno Weiss                     | Széles Tamás        | James Gray (4.)           |
| 2013 | A nő                              | Her                                   | Theodore Twombly                | Csőre Gábor         | Spike Jonze               |
| 2014 | Beépített hiba                    | Inherent Vice                         | Larry "Doc" Sportello           | Csőre Gábor         | Paul Thomas Anderson (2.) |
| 2015 | Abszurd alak                      | Irrational Man                        | Abe Lucas                       | Csőre Gábor         | Woody Allen               |
| 2015 |                                   | Unity (dokumentumfilm)                | narrátor (hangja)               |                     | Shaun Monson (2.)         |
| 2017 | Sosem voltál itt                  | You Were Never Really Here            | Joe                             | Rátóti Zoltán       | Lynne Ramsay              |
| 2018 | Nyugi, gyalog nem jut messzire    | Don’t Worry, He Won’t Get Far on Foot | John Callahan                   | Rába Roland         | Gus Van Sant (2.)         |
| 2018 | Mária Magdolna                    | Mary Magdalene                        | Jézus                           | Csőre Gábor         | Garth Davis               |
| 2018 |                                   | Dominion (dokumentumfilm)             | narrátor (hangja)               |                     | Chris Delforce            |
| 2018 | Testvérlövészek                   | The Sisters Brothers                  | Charlie Sisters                 | Pál Tamás           | Jacques Audiard           |
| 2018 |                                   | Lou (rövidfilm)                       | Karl                            |                     | Clara Balzary             |
| 2019 | Joker                             | Joker                                 | Arthur Fleck / Joker            | Rátóti Zoltán       | Todd Phillips (1.)        |
| 2020 |                                   | Guardians of Life (rövidfilm)         | sebész                          |                     | Shaun Monson (3.)         |
| 2021 | C’mon C’mon – Az élet megy tovább | C’mon, C’mon                          | Johnny                          |                     | Mike Mills                |
| 2023 | Napóleon                          | Napoleon                              | I. (Bonaparte) Napóleon császár | Rátóti Zoltán       | Ridley Scott (2.)         |
| 2023 | Amitől félünk                     | Beau Is Afraid                        | Beau                            |                     | Ari Aster                 |
| 2024 | Joker: Kétszemélyes téboly        | Joker: Folie à Deux                   | Arthur Fleck / Joker            | Rátóti Zoltán       | Todd Phillips (2.)        |
| 2025 |                                   | Eddington                             | Joe Cross                       |                     | Ari Aster (2.)            |

### Televíziós szerepek
| Év   | Magyar cím    | Eredeti cím                     | Szerep          | Megjegyzések |
| ---- | ------------- | ------------------------------- | --------------- | ------------ |
| 1982 |               | Seven Brides for Seven Brothers | Travis          | 1 epizód     |
| 1984 |               | The Fall Guy                    | kölyök          | 1 epizód     |
| 1984 |               | ABC Afterschool Specials        | Robby Ellsworth | 1 epizód     |
| 1984 | Zsarublues    | Hill Street Blues               | Daniel          | 1 epizód     |
| 1984 | Gyilkos sorok | Murder, She Wrote               | Billy Donovan   | 1 epizód     |
| 1986 |               | Alfred Hitchcock Presents       | Pagey Fisher    | 1 epizód     |
| 1986 |               | Morningstar/Eveningstar         | Doug Roberts    | 7 epizód     |
| 1989 |               | The New Leave It to Beaver      | Kyle Cleaver    | 1 epizód     |
| 1989 |               | Superboy                        | Billy Hercules  | 1 epizód     |

## Fontosabb díjak és jelölések

### Oscar-díj
- 2001 jelölés Gladiátor (legjobb férfi mellékszereplő)
- 2006 jelölés A nyughatatlan (legjobb férfi színész)
- 2013 jelölés The Master (legjobb férfi főszereplő)
- 2020 díj Joker (legjobb férfi főszereplő)

### Golden Globe-díj
- 2001 jelölés Gladiátor (legjobb férfi mellékszereplő)
- 2006 díj A nyughatatlan (legjobb férfi színész – musical vagy vígjáték)
- 2013 jelölés The Master (legjobb férfi színész – filmdráma)
- 2014 jelölés A nő (legjobb férfi színész – musical vagy vígjáték)
- 2015 jelölés Beépített hiba (legjobb férfi színész – musical vagy vígjáték)
- 2019 díj Joker (legjobb férfi színész – filmdráma)
- 2024 jelölés Amitől félünk (legjobb férfi színész – musical vagy vígjáték)

### BAFTA-díj
- 2001 jelölés Gladiátor (legjobb férfi mellékszereplő)
- 2006 jelölés A nyughatatlan (legjobb férfi színész)
- 2013 jelölés The Master (legjobb férfi színész)
- 2020 díj Joker (legjobb férfi színész)

### Grammy-díj
- 2007 díj A nyughatatlan (legjobb filmzenealbum, megosztva T-Bone Burnett és Mike Piersante producerrel)

### Cannes-i fesztivál
- 2018 díj Sosem voltál itt (legjobb férfi alakítás díja)

### MTV Movie Award
- 2001 jelölés Gladiátor (legjobb gonosz)
- 2001 jelölés Gladiátor (legjobb filmes idézet: „It vexes me, I am terribly vexed.”)
- 2006 jelölés A nyughatatlan (legjobb alakítás)

### Satellite Award
- 2001 jelölés Gladiátor (legjobb férfi mellékszereplő – dráma)
- 2005 jelölés A nyughatatlan (legjobb férfi színész – vígjáték vagy musical)
- 2012 jelölés The Master (legjobb férfi színész)
- 2019 jelölés Joker (legjobb férfi színész – dráma)
- 2022 jelölés C'mon C'mon – Az élet megy tovább (legjobb férfi színész – dráma)
- 2024 jelölés Amitől félünk (legjobb férfi színész – dráma)

### Arany Málna díj
- 2025 jelölés Joker: Kétszemélyes téboly (legrosszabb férfi főszereplő)
- 2025 díj Joker: Kétszemélyes téboly (legrosszabb filmes páros, megosztva Lady Gagaval)

### Young Artist Award
- 1985 jelölés ABC Afterschool Specials – Backwards: The Riddle of Dyslexia (legjobb fiatal színész családi tévéfilmben, megosztva River Phoenixszel)
- 1990 jelölés Vásott szülők (legjobb fiatal színész mozifilmben)
- 1996 jelölés Majd’ megdöglik érte (legjobb férfi mellékszereplő mozifilmben)

### Chicagói Filmkritikusok Díja
- 2006 jelölés A nyughatatlan (legjobb férfi színész)
- 2012 jelölés The Master (legjobb férfi színész)
- 2018 jelölés Sosem voltál itt (legjobb férfi színész)
- 2019 jelölés Joker (legjobb férfi színész)

### Las Vegas-i Filmkritikusok Díja
- 2000 jelölés Gladiátor (legjobb férfi mellékszereplő)
- 2000 jelölés Sade márki játékai (legjobb férfi mellékszereplő)

## Fordítás
- Ez a szócikk részben vagy egészben a Joaquin Phoenix című angol Wikipédia-szócikk ezen változatának fordításán alapul.  Az eredeti cikk szerkesztőit annak laptörténete sorolja fel. Ez a jelzés csupán a megfogalmazás eredetét és a szerzői jogokat jelzi, nem szolgál a cikkben szereplő információk forrásmegjelöléseként.